# هاتنهوفن (باواریا)
هاتنهوفن (باواریا) (به آلمانی: Hattenhofen, Bavaria) یک شهر در آلمان است که در بایرن واقع شده‌است.

## خصوصیات
هاتنهوفن ۷٫۱۷ کیلومترمربع مساحت دارد ۵۵۶ متر بالاتر از سطح دریا واقع شده‌است.